# アマドゥ・トゥマニ・トゥーレ
アマドゥ・トゥマニ・トゥーレ（Amadou Toumani Touré, 1948年11月4日 - 2020年11月10日）は、西アフリカのマリ共和国の軍人、政治家。2002年6月8日から同国大統領を務めたが、2012年3月21日に発生したクーデターで反乱軍より権限を奪われた。国民からは『アテテ（フルネームの頭文字"ATT"のフランス語読み）』と呼ばれていた。

## 経歴
フランス領スーダン（現マリ）中部の都市モプティ出身。モプティで初等教育を受け、1966年から1969年の間はバマコで中等教育を履修した。卒業後は教師となるも、後にマリ軍に入隊し、軍学校に通った。マリ軍の空挺部隊員として着々と昇級を重ねたトゥーレは、ソ連とフランスへの訓練留学の機会を与えられ、1984年には空挺部隊の司令官に就任した。

## 民主主義の戦士
マリでは1968年にクーデターで実権を握ったムーサ・トラオレによる長期独裁政権に対する不満が高まっており、1991年3月22日には遂に民衆蜂起が発生。それに乗じ、4日後に軍事クーデターが起き、20年以上にわたってマリを支配したトラオレ政権は打倒された。このクーデターにはトゥーレも参加しており、民政移管までの暫定政権の元首（人民救済移行委員会委員長）への就任が認められた。トゥーレは1年後の民政移管を公約し、民主的な新憲法（現行憲法）制定に力を注いだ。翌1992年には大統領選と議会選を実施。大統領選で当選を決めたマリ民主同盟（ADEMA）のアルファ・ウマル・コナレへの権限委譲をスムーズに行った。こうした経緯から、当時のトゥーレは民主主義の戦士と呼ばれた。

## 政治家への転向
その後も精力的な活動を続け、2001年には中央アフリカでアンジュ＝フェリクス・パタセ政権に対して起こったクーデター（結果的に失敗）に際し、国連のコフィー・アナン事務総長の特使として同国に派遣された。
また同年、軍を退役し、政治家を志すようになる。翌2002年4月28日にコナレの任期満了に伴う大統領選が予定されており、トゥーレはそれに無所属で立候補した。大統領選は予定通りに行われたが、その第1回投票で過半数を獲得する候補がおらず、コナレ政権下で財務相、環境相、都市計画相などを歴任したADEMAのスーマイラ・シセとトゥーレによる決選投票が行われることになった。決選投票は同年5月12日に実施され、トゥーレが64.35%の得票率で当選。6月8日にマリ共和国第4代大統領（現行憲法下では2代目）に就任した。

## 大統領として
トゥーレ政権は概して変則的な構成となっている。トゥーレ自身が無所属であることから首相職には無所属の人物が当てられ、その他閣僚はマリの様々な政党の人物が参加している。その中でも、トゥーレ政権は児童基金の設立などの実績を残している。
2007年4月29日実施の大統領選ではトゥーレは再選を目指し、第1回投票で71.20%の得票で当選を決めた。敗北した他の候補者は選挙結果を不正だとして受け入れを拒否する旨を示したが、諸外国の選挙監視団によれば、選挙は自由かつ公正なものだったという。そして同年6月8日、トゥーレ政権の2期目がスタートした。同年12月には中国の援助でマリの大統領府を新しく建設した。
2012年3月21日に軍の一部がクーデターを起こし、反乱軍は大統領府を制圧して権力の掌握を発表、トゥーレは大統領府から脱出したと報じられ、4月8日に正式に大統領辞任を表明した。4月18日にはマリ国内を脱出し、セネガルへと亡命したが、2017年にはマリ共和国に帰国した。
2020年11月、首都バマコで緊急手術を受けた直後に病気治療のためトルコのイスタンブールにある病院に入院。数日後の11月10日に72歳で死去した。